# Lynda (chanteuse)
Pour les articles homonymes, voir Lynda et Sherazade.
Lynda Sherazade, dite Lynda, est une chanteuse de RnB et de soul franco-algérienne,, née le 19 décembre 1994 à Garges-lès-Gonesse. Elle s'est fait connaître en intégrant le Wati B, avant de lancer sa carrière en solo avec son premier album Papillon.

## Biographie

### Enfance et débuts
Lynda est issue d'une famille de musiciens d'origine algérienne. Elle grandit à Garges-lès-Gonesse (Val-d'Oise) et découvre sa vocation[source insuffisante].
En 2010, Lynda commence à reprendre des chansons et à les poster sur YouTube et sur Facebook. Elle se fait remarquer pour ses reprises de Someone Like You d'Adele ou encore J'regarde en l'air de Mister You. La jeune femme écrit aussi ses propres chansons, inspirées par sa vie ou celle des autres.  C'est ainsi que le rappeur Dawala, créateur du label Wati B la repère, avant de devenir son producteur[source secondaire souhaitée].

### Carrière
C'est en 2012 que Lynda est intégrée au label Wati B ; elle fait de la scène en accompagnant en tournée Black M, Sexion d'assaut et The Shin Sekaï[source secondaire souhaitée].
Lynda ne fait pas que participer aux tournées d'autres artistes. Elle interprète aussi ses propres titres, comme Je décolle, J'ose pas, Reste ou encore Conscience. Avec sa chanson Reste, elle est entrée dans les charts français pour la première fois en 2015[source secondaire souhaitée].
L'amour ne suffit pas est une de ses chansons les plus appréciées. Sur un fond oriental, elle chante le regret de ne pas s'épanouir dans une relation amoureuse. Elle reprend aussi Zina en arabe, un titre du groupe algérien Babylone. En 2016, elle chante avec Gims sur la bande originale de La Pièce : Les derniers seront les premiers.
À l'été 2018, Lynda change de label et signe chez Polydor, un sous label d'Universal Music France. Quelques mois plus tard, elle sort le clip de la chanson Ma Berceuse, où elle évoque la manipulation amoureuse.
En octobre 2020, elle sort son premier album Papillon en collaboration avec Black M, Dadju, Soolking, Sofiane et Eva qui atteint le top 30 des charts en France. En juin 2021, elle sort la réédition de l'album Papillon ajoutant 8 titres en plus et deux collaborations avec Imen Es et Franglish[source secondaire souhaitée]. L'album est certifié disque de platine en France.
En 2022, Lynda sort trois titres, J'ai des doutes, Coco Chanel et Fini d'espérer.
Son deuxième album Un peu de moi est sorti en avril 2023. Avec cela, elle a atteint la neuvième place des charts français.

## Discographie

### Singles
| Année | Titre                                 | Meilleure position | Meilleure position | Certifications     | Album                 |
| Année | Titre                                 | FRA                | BEL                | Certifications     | Album                 |
| ----- | ------------------------------------- | ------------------ | ------------------ | ------------------ | --------------------- |
| 2015  | Reste                                 | 151                | —                  |                    | Hors album            |
| 2017  | Conscience                            | —                  | —                  |                    | Hors album            |
| 2017  | J'ose pas (feat. Kent Jones)          | —                  | —                  |                    | Hors album            |
| 2017  | L'amour ne suffit pas                 | —                  | —                  |                    | Hors album            |
| 2017  | L'amour ne suffit pas (version arabe) | —                  | —                  |                    | Hors album            |
| 2018  | Ma berceuse                           | —                  | —                  | France : Or        | Hors album            |
| 2019  | Adieu (feat. Dadju)                   | 36                 | —                  | - France : Platine | Papillon              |
| 2019  | Homme parfait                         | —                  | —                  |                    | —                     |
| 2019  | Si tu m'aimes                         | 59                 | —                  | - France : Platine | Papillon              |
| 2020  | Double peine                          | —                  | —                  |                    | Papillon              |
| 2020  | Viens on parle                        | —                  | —                  |                    | Papillon              |
| 2020  | Viens on parle (Rework Version)       | —                  | —                  |                    | Papillon              |
| 2020  | Luna (feat. Soolking)                 | 70                 | —                  |                    | Papillon              |
| 2021  | Si tu m'aimes 2                       | 163                | —                  | - France : Or      | Papillon (Réédition)  |
| 2021  | Comme avant (feat. Franglish)         | 154                | —                  |                    | Papillon (Réédition)  |
| 2021  | Bouteille à la mer                    | 141                | —                  | - France : Or      | Papillon (Réédition)  |
| 2021  | Ciao (feat. Imen Es)                  | 54                 | —                  |                    | Papillon (Réédition)  |
| 2022  | J'ai des doutes                       | 174                | —                  |                    | —                     |
| 2022  | Coco Chanel                           | —                  | —                  |                    | —                     |
| 2022  | Fini d'espérer                        | 30                 | —                  | - France : Or      | Un peu de moi         |
| 2023  | La belle époque                       | —                  | —                  |                    | Un peu de moi         |
| 2023  | Le cœur ou la raison                  | 80                 | —                  |                    | Un peu de moi         |
| 2023  | Au suivant                            | 73                 | —                  |                    | Un peu de moi (Pt. 2) |
| 2024  | Beau parleur                          | —                  | —                  |                    | Un peu de moi (Pt. 2) |
| 2024  | Passe ton chemin                      | 32                 | —                  | - France : Diamant | —                     |
| 2024  | Après l'été                           | —                  | —                  |                    | —                     |
| 2025  | 1 minute (feat. Imen Es)              | —                  | —                  |                    | L'album du mâle       |
| 2025  | Introspection (feat. Imen Es)         | —                  | —                  |                    | L'album du mâle       |
| 2025  | Fausse couche (feat. Imen Es)         | —                  | —                  |                    | L'album du mâle       |
| 2025  | Piments (feat. Imen Es)               | —                  | —                  |                    | L'album du mâle       |

### Apparitions
- 2013 : Lynda - Si mes rêves (sur la compilation Les Chroniques du Wati Boss, Volume 1)
- 2014 : Lynda, Dr. Bériz, The Shin Sekaï - A la recherche du bonheur (sur la compilation Les Chroniques du Wati Boss, Volume 2)
- 2014 : Lynda feat. Dry - A ma place (sur la compilation Les Chroniques du Wati Boss, Volume 2)
- 2014 : Lynda - Je décolle (sur la compilation Les Chroniques du Wati Boss, Volume 2)
- 2014 : Charly Bell feat. Lynda - Fever (sur la compilation Les Chroniques du Wati Boss, Volume 2)
- 2014 : Maska feat. Lynda - Mes peines perdues (sur l'album Espace-temps)
- 2016 : Lynda feat. Maître Gims - On s'y fait (sur la bande originale du film La Pièce)
- 2016 : Lynda feat. Estelle B - Dernier jour (sur la bande originale du film La Pièce)
- 2020 : TK feat. Lynda - À qui la faute ? (sur l'album Pas ouehda)
- 2020 : Soolking feat. Lynda, Heuss l'Enfoiré, L'Algérino & Franglish - Jennifer Remix (sur l'album Vintage)
- 2020 : Abou Tall feat. Lynda - Next Level (sur l'album Ghetto Chic)
- 2021 : DJ Kayz feat. Lynda - Nous deux (sur l'album En équipe)
- 2021 : B Young feat. Lynda - Ride for me (Lynda Remix)
- 2021 : Hiro feat. Lynda - Trop tard (sur l'album Afro romance)
- 2021 : Lynda feat. UZI - Tu vas pas gagner (sur la bande originale de la série Validé II)
- 2021 : Elams feat. Lynda - Bracelet (sur l'album Thug Life)
- 2021 : Elams, Naza, Tayc, Jul, Vegedream, Naps, Lynda, SAF, Thabiti - Cœur de pirate (sur le triple album Le Classico organisé)
- 2021 : L'Algérino, Imen Es, Soprano, Dina, Lynda, Jul, Lyna Mahyem - Je me sens seul (sur l'album Le Classico organisé)
- 2021 : Gips feat. Lynda - Ton visage (sur l'album Le monde est à nous)
- 2022 : Lynda & Tayc - Dis-le moi (sur la bande originale du film Les Segpa)
- 2022 : Emkal feat. Lynda - J'la connais, Pt. 1 (Remix) (sur l'album Cœur ouvert)
- 2022 : UZI feat. Lynda - Mal au coeur (sur l'album Meilleur qu'hier)
- 2023 : Benab feat. Lynda - Lonely (sur l'album Drapeau Blanc)
- 2023 : Naps feat. Lynda - V8 (Amazon Music Original)

## Classements et certifications

### Albums
| Année | Album         | Meilleure position | Meilleure position | Certification    |
| Année | Album         | FRA                | WAL                | Certification    |
| ----- | ------------- | ------------------ | ------------------ | ---------------- |
| 2020  | Papillon      | 1                  | 87                 | (SNEP) : Platine |
| 2023  | Un peu de moi | 9                  | 53                 |                  |